# Abbaye St-Vincent (Metz)

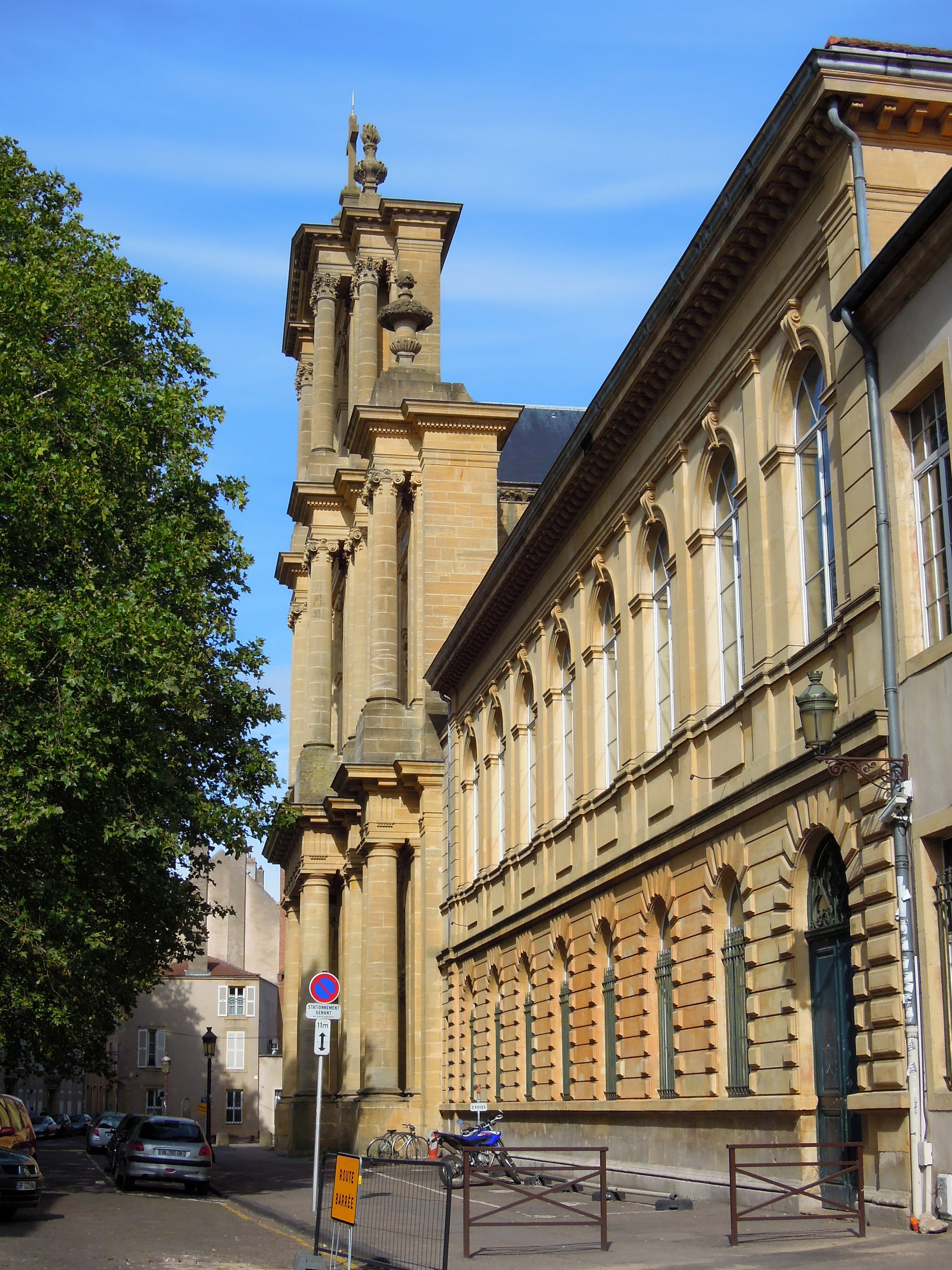
Ehemalige Abtei St-Vincent in Metz

Die Abbaye St-Vincent (deutsch: Abtei St. Vinzenz) ist eine ehemalige Benediktinerabtei in Metz, die im 10. Jahrhundert gegründet wurde. Die Gebäude beherbergen heute das Fabert-Gymnasium.

## Geschichte

### Vor 968: ein bescheidenes Oratorium
Im 9. Jahrhundert gab es eine Kapelle für die Bewohner der Vorstadt. Der Name der Rue de la Vignotte zeigt, dass Reben in der Nachbarschaft gediehen. Deshalb widmeten die Winzer die Kirche ihrem Patron Vinzenz von Valencia. Die Insel, auf der die Abtei gebaut wurde, hieß damals Chambière-Insel. Am Ende des 9. Jahrhunderts sollte eine mächtige Abtei die bescheidene Pfarrei ablösen.

### 968–1248: Die Abtei von Dietrich I.
968 regierte Bischof Dietrich I. die Diözese Metz. 965 auf den Bischofsstuhl des Heiligen Clemens erhoben, war Dietrich ein Herr von hoher Geburt, der mit den Königen von Frankreich in Verbindung stand, besonders aber mit dem Kaiser des Heiligen Römischen Reiches, dem er auf seinen Reisen nach Italien folgte, von wo er die Reliquien des hl. Vinzenz von Valencia mitbrachte. Zur Beherbergung dieser Reliquien beschloss Dietrich die Gründung einer Benediktinerabtei. Er appellierte an die zwei berühmtesten Klöster seiner Diözese: die Abtei Gorze, gegründet vom großen Bischof Sankt Chrodegang, und die Abtei Sankt Arnulf, Grablege der karolingischen Könige. So war die erste Abteikirche von St-Vincent, die das Oratorium der Winzer auf der Chambière-Insel ersetzte, das Werk des Mönchs Odilbert (oder Odolbert), Propst von Gorze und späterer Abt von St-Vincent. Bischof Dietrich weihte die neue Kirche am 6. August 972 ein, unter sichtbarer Beisetzung der Reliquien des Heiligen Vinzenz und der Heiligen Lucia, die er von seinen Reisen nach Italien mit Otto I., dem ersten Kaiser des Heiligen Römischen Reiches, mitgebracht hatte. So wurde die neue Abtei unter den Schutz des Heiligen Vinzenz, aber auch der Heiligen Lucia gestellt, was bis heute so ist.

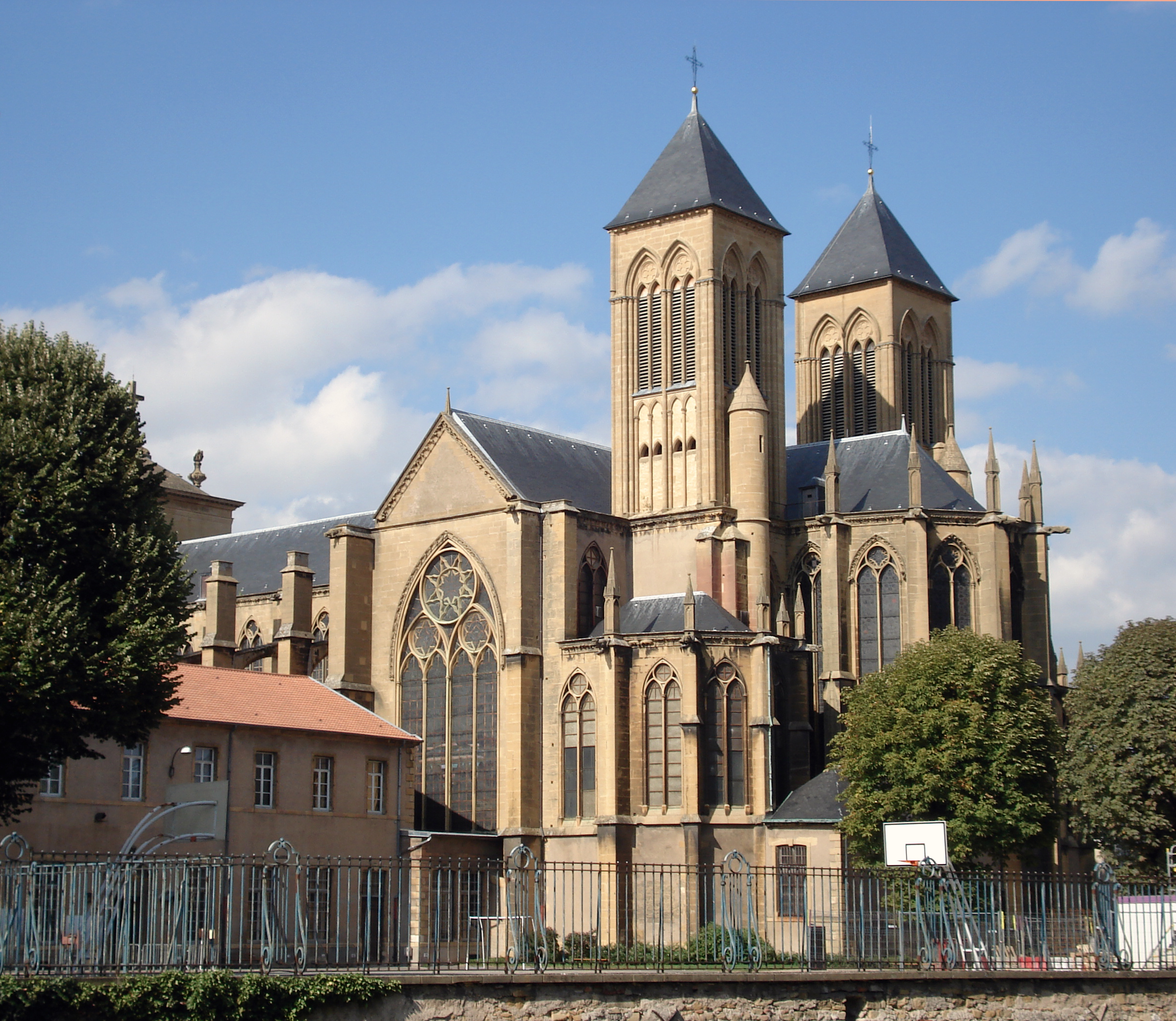
Die ehemalige Abteikirche St-Vincent

Der Bischof wurde 984 in dieser Kirche begraben.
Die Abteikirche wurde 1030 von Bischof Dietrich II. geweiht. Kaiser Otto II. nahm sie unter seinen Schutz, ebenso Papst Johannes XIII. Dies befreite die Abtei vom Joch aller weltlichen Macht und übertrug ihrem Abt eine hervorragende Stellung. Er wurde ermächtigt, in Abwesenheit des Bischofs die Messe in der Kathedrale zu feiern. Diese Rechte wurden 1051, 1096 und Ende des 16. Jahrhunderts bestätigt. Die Abtei St. Vincent war nicht nur sehr mächtig, sie war auch Lehrzentrum bzw. Universität, bevor es den Begriff überhaupt gab. Der erste Scholaster von St-Vincent war Adalbert, der eine schöne Laudatio auf die Stadt Metz hinterließ. Der berühmteste Scholaster aber war Sigebert von Gembloux, der 1051 in St-Vincent ankam. Er leitete die Metzer Schulen für fünfundzwanzig Jahre. Er war ein renommierter Gelehrter, der eine Geschichte namens Chronographie hinterließ. Alle klösterlichen Schulen boten den gleichen Unterricht an, der in zwei Kurse unterteilt war, einen für den Gebrauch der Ordensleute und Novizen des Hauses, der andere für externe Schüler, Kleriker oder Laien ohne Gelübde. Die ersten wurden geschult, unabhängig von den Lektionen, die sie erhielten, durch das Kopieren von Manuskripten, die wesentliche Grundlage des Fortschritts der Bibliothek, die Kunst der Miniaturmalerei und das Orgelspiel.
Das Studium gliederte sich in zwei Stufen, das Trivium und das Quadrivium. St. Vincent’s Abbey war sehr reich und die meisten seiner Mönche kamen aus Gorze und Sankt Arnulf. In der Mitte des 13. Jahrhunderts wurde wegen des zunehmenden Wachstums die Abtei erweitert.

### 1248–1768: St-Vincent im Rhythmus der Launen der Geschichte

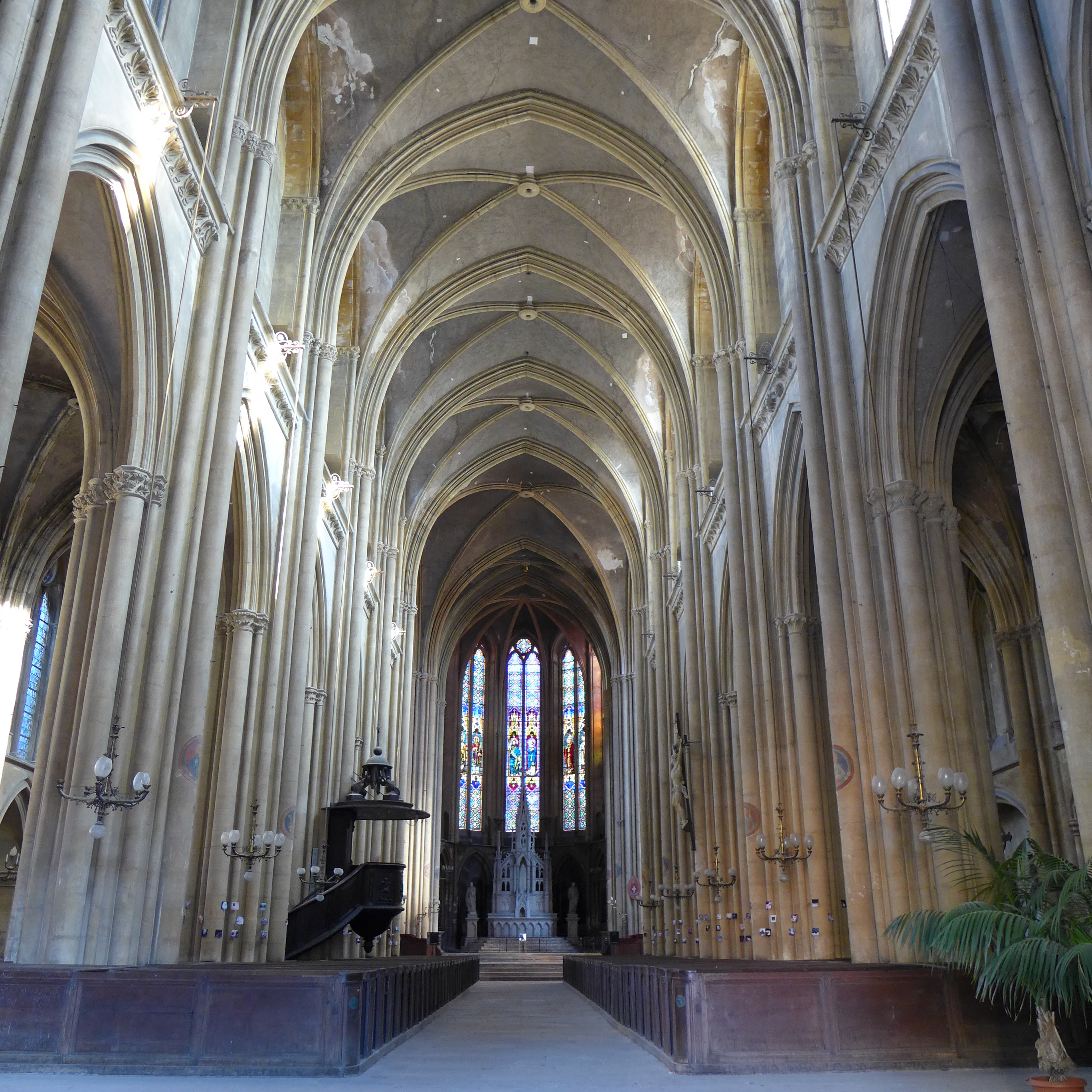
Innenansicht

Nachdem das Gebäude zu eng und zu alt geworden und der Größe und Macht der Benediktinergemeinschaft, die sie bewohnte, unwürdig waren, ordnete Abt Warin 1248 den Abriss der alten – romanischen – Abteikirche und gleichzeitig die Errichtung eines neuen, prestigeträchtigeren Heiligtums in gotischem Stil an gleichem Ort an. Am 7. Dezember 1248 legte Abt Warin den Grundstein für St-Vincent. Laut Nekrolog der Abtei wurde bereits 1251, mit dem Tod des Initiators, mit den Bauarbeiten begonnen, dank der beträchtlichen finanziellen Mittel, die dem Kloster zur Verfügung standen. Trotzdem wurde sie wahrscheinlich erst 1376 fertiggestellt.
Das Erscheinungsbild des Gebäudes ist relativ klassisch. Im Westen stand auf der Vorderseite ein hoher Glockenturm, während im Osten zwei kleinere den Chor mit Blick auf die Mosel flankieren, die etwas unterhalb fließt. Die oberen Teile dieser drei Türme wurden 1395 durch einen Brand zerstört. Die Anwesenheit von Türmen, die den Chor umrahmen, ist eine direkte Anpassung des Plans der Kathedrale von Toul.
Im Jahr 1376 schritt Bischof Dietrich Bayer von Boppard zur Weihe der künftigen Basilika. Im Jahr 1395 zerstörte ein Feuer die Türme der Basilika samt den Glocken und dem Dach. Die Wände widerstanden. Die Inschrift auf dem Grabstein des Abtes von Gonaix (1452) erinnert an die Konstruktion eines Kreuzweges und die Restaurierung der Türme. Die Belagerung durch Frankreich im Jahr 1444, ruinös für die Stadt, und die Annexion durch das Königreich Frankreich im Jahr 1553 waren der erste Grund für ernste finanzielle Schwierigkeiten und in der Folge für den Fall der lokalen Republik.
Ab dem 17. Jahrhundert hatte das Kloster nur Kommendataräbte; der berühmteste von ihnen war Kardinal Mazarin. Die Mönche vernachlässigten jedoch ihre Kirche nicht: 1613 ersetzten sie den großen Altar; Im Jahr 1655 zerstörte die Explosion eines Pulvermagazins Glasfenster, die die Mönche auch ersetzten. In den Jahren 1682, 1686 und 1724 erfolgten kleine Veränderungen in der Kirche in der Art der Zeit. Die große Angelegenheit für die Mönche des 18. Jahrhunderts war die Frage nach dem großen Turm, dem seit Mitte des vorhergehenden Jahrhunderts der Ruin drohte. Im Jahr 1656 brachen die Glocken ab, die nur noch von morschem Holz getragen wurden. Einige Reparaturen wurden am Turm vorgenommen, wo 1692 eine große Uhr aufgestellt wurde. In der Nacht vom 28. auf den 29. August 1705 brach ein neues Feuer aus, das wiederum den hohen Glockenturm beschädigte. Die Glocken fielen, vom Feuer geschmolzen. Der Turm wurde wieder repariert, fiel aber schließlich fünf Jahre später einem Sturm zum Opfer.
Im Jahr 1737 griff man auf das Gelände der Abtei zurück, um eine neue Straße zu bauen: Die Benediktinerstraße trennte nun die Abtei von Saint Vincent von der angrenzenden Abtei Sankt Clemens.
Im Jahre 1752 stürzte der Glockenturm bei einem Sturm ein und zerquetschte unter der Masse seiner Steine die ersten zwei Joche des Kirchenschiffs.
Man nutzte die folgende Restaurierung, um die Kirche zu vergrößern und zu verschönern. Von 1754 bis 1756 wurden in der Höhe der alten Fassade zwei neue Joche errichtet.

### 1768–1803: Wiederaufbau und Verfall der Abtei

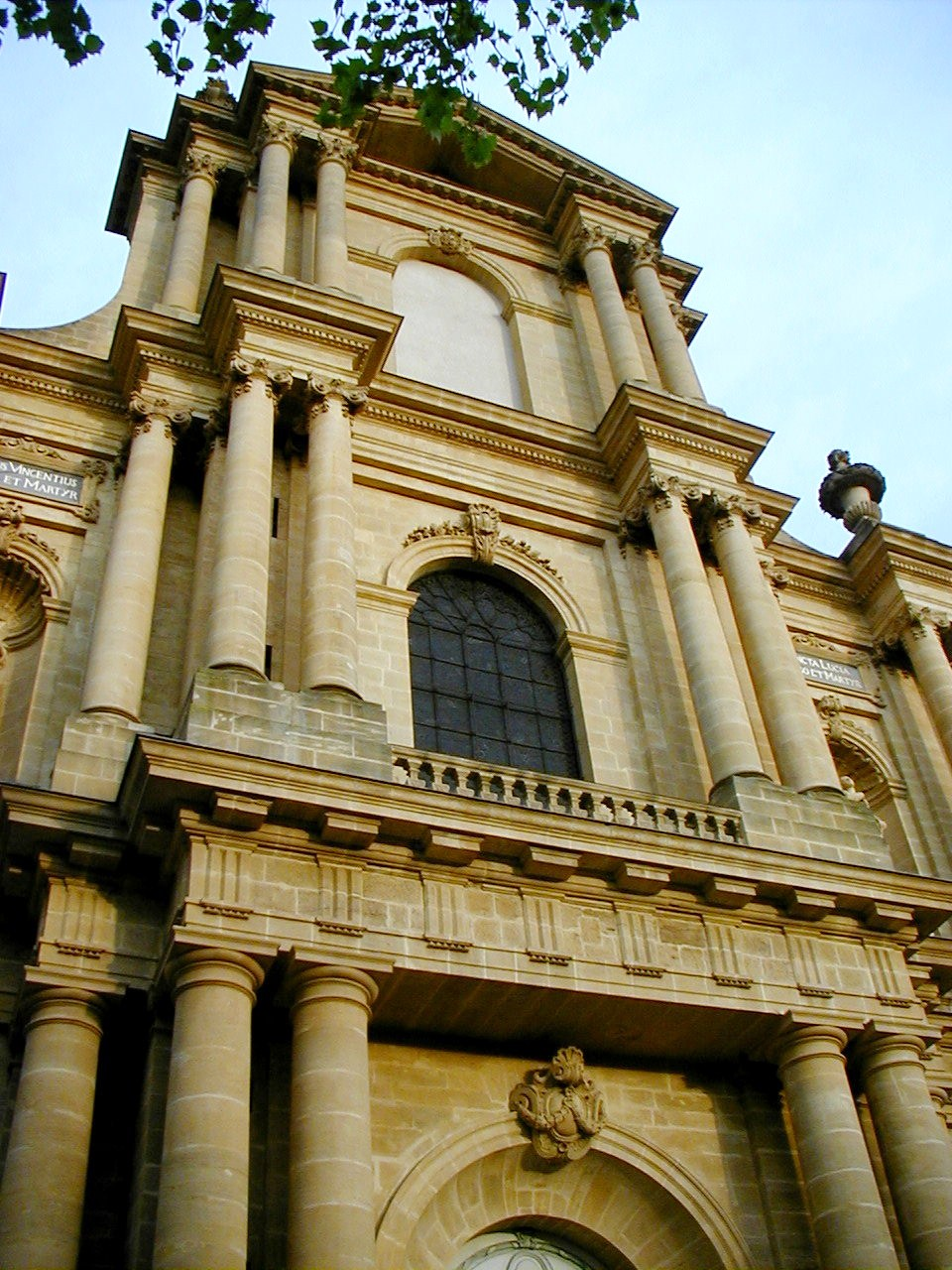
Fassade von St-Vincent: die Dreier-Superposition (dorisch, ionisch, korinthisch)

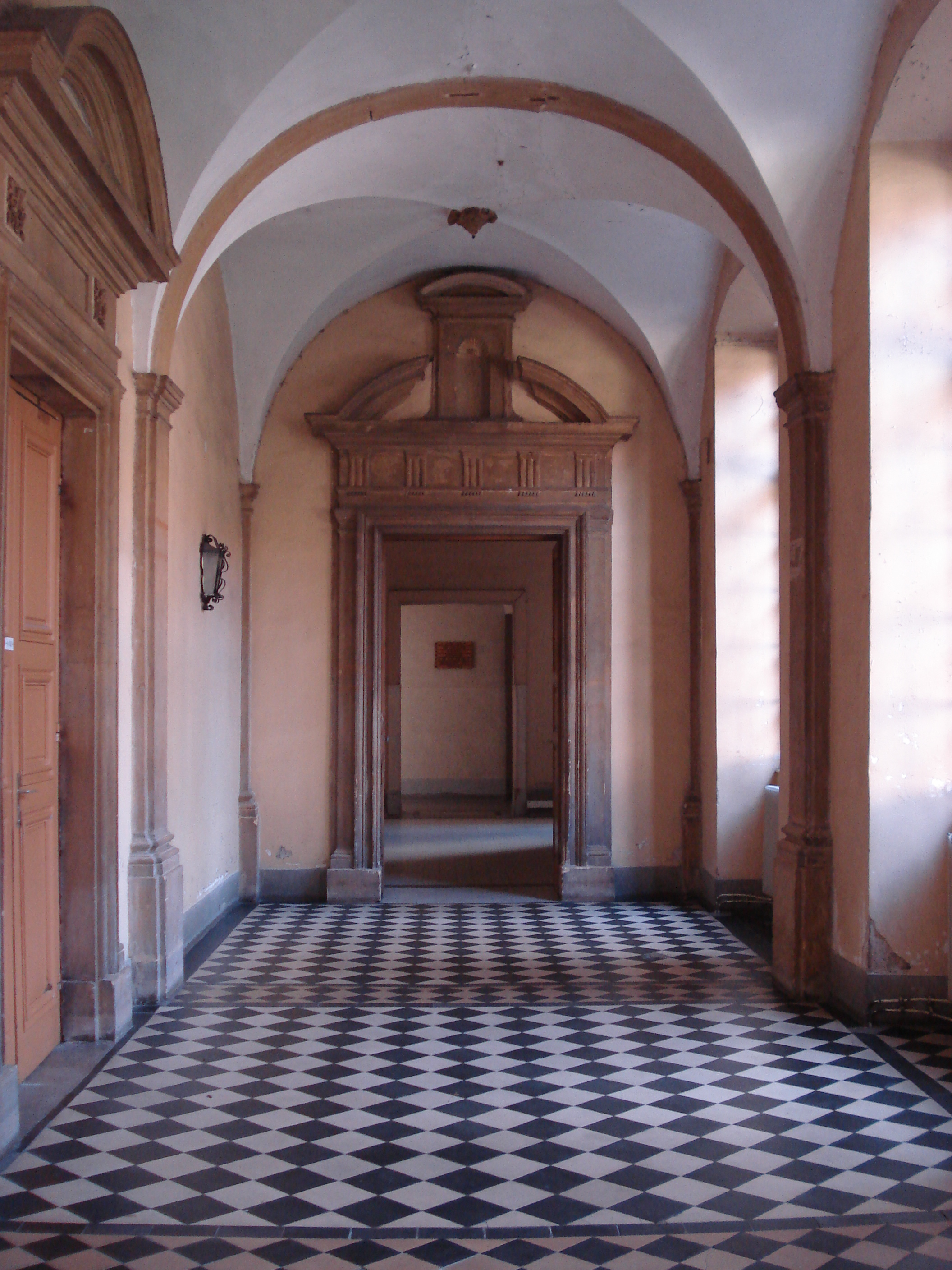
Flur der ehemaligen Abtei

Lange lag die Abtei in Trümmern. Die Mönche hatten nicht genug Geld und warteten 1737 auf einen Wettbewerb für den Wiederaufbau der Fassade, aber die Architekten verlangten die enorme Summe von 120.000 Franken; sie mussten sich jedoch zu diesem Aufwand durchringen, und 1768 begannen die Arbeiten. Man stellte die ersten zwei Joche in genauer Kopie des dreizehnten Jahrhunderts wieder her. Andererseits wurde der alte Turm abgerissen und durch ein Portal nach dem Zeitgeschmack ersetzt. Die Fassade ist inspiriert von der St-Gervais-Kirche in Paris unter der Leitung der Architekten Louis, Barlet und Lhuillier. Die Rekonstruktion zeugt vom Einfluss der Abteien im 18. Jahrhundert.
Zur gleichen Zeit wurden die Gebäude der Abtei wieder aufgebaut.
Im Jahr 1770 wurde das Abteihaus, das keinen praktischen Nutzen mehr hatte, an die Stadt vermietet, die dort ein Armenhaus errichtete.
Im Zuge der Französischen Revolution wurde die Abtei im Jahre 1790 aufgelöst. Ein Ordensmann weigerte sich, den Ort zu verlassen; er wurde sechs Tage nach seiner gewaltsamen Vertreibung tot aufgefunden. Die Kirche wurde 1791 zur Pfarrkirche. Der 1793 und 1794 herrschende Terreur richtete sich auch gegen die Religion. Die Kirche wurde geplündert, die Glocken wurden abgenommen und in der Münzprägeanstalt in Metz eingeschmolzen. Erst ab 1802 konnten in der Kirche wieder Gottesdienste gefeiert werden. Ende des 19. Jahrhunderts wurde ein Buntglasfenster eingesetzt, das die Werkstätten Marschall und Coffetier nach einem Gemälde von Fra Angelico (Krönung Mariens) gefertigt hatten. Die majestätische klassizistische Fassade wurde im Jahr 1900 mit Statuen und Reliefs geschmückt, die die beiden Patrone, den hl. Vinzenz und die hl. Lucia, und ihre Martyrien darstellen.
Die Abtei diente in der Zeit der Revolution als Getreidespeicher, als Werkstatt für Fuhrwerke der Armee, als Untersuchungsgefängnis, als Kriegsgefangenenlager und schließlich als Pferdeklinik. Am Ende der Revolutionswirren waren die Klostergebäude in einem erbärmlichen Zustand. In den Aufzeichnungen eines Priesters aus Metz heißt es, es gebe „kein Fenster mehr, keine Tür mehr und nicht einmal mehr einen Beschlag“. Immerhin war die Bausubstanz intakt, denn die Gebäude waren nicht älter als fünfunddreißig Jahre. Ein Trakt wurde ab 1803 als Gymnasium genutzt. Zu Beginn des 19. Jahrhunderts wurde die Abtei durch den Mauerdurchbruch der Rue Goussaud weiter ramponiert.

## Die Abtei heute

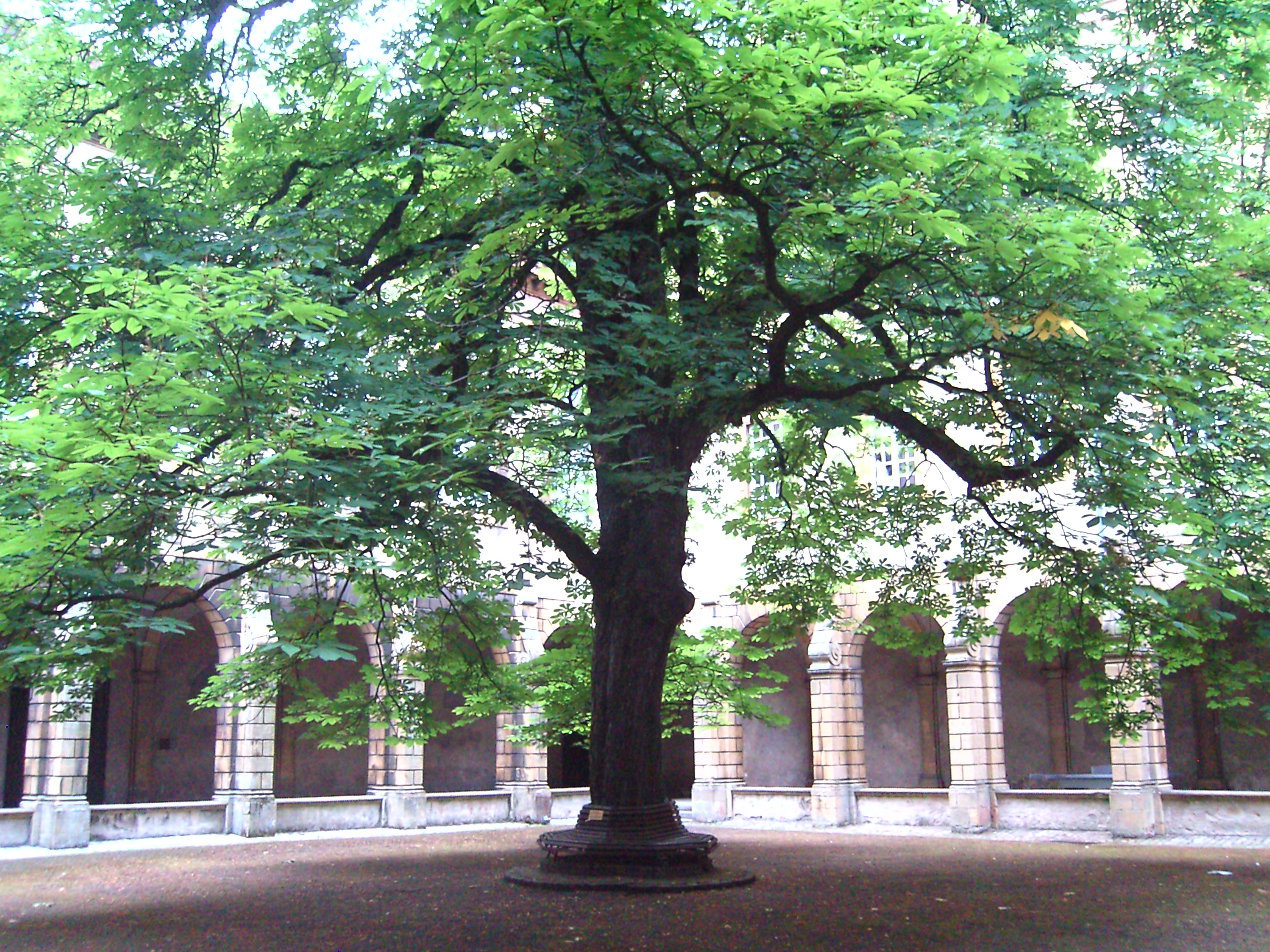
Der Kastanienkreuzgang, der zentrale und emblematische Raum des Fabert-Gymnasiums

Die Kirche wurde 1933 von Papst Pius XI. in den Rang einer Basilika erhoben.
Die Anwendungsorientierte Hochschule der Inseln nahm den Platz des Abteihauses ein, während eine Tabakfabrik errichtet wurde, wo einst die Scheunen der Abtei waren.
Aber der größere Teil der Abtei bleibt in den Mauern des Fabert-Gymnasiums sichtbar: das Abteigebäude, der Restbestand des Kreuzgangs, die Eingangshalle, die zu den Kapitelsälen führt, die Speisesäle, die noch ihren Dienst tun mit ihren stilechten Marmortischen und die Büros der Verwaltung. Eine prächtige Treppe führt in den ersten Stock, wo sich die Büros des Schulleiters befinden. Der Kreuzgang besteht aus Rundbögenarkaden, und eine Seite wird durch die große Galerie der Abtei erweitert, die eine Replik ist, und auf der Seite zur Kirche befinden sich groteske neugotische Wasserspeier. Die Türen der Konventualsäle sind reich verziert und einige von ihnen haben eine Nische für Heiligenstatuen. Auf dem Giebel jenes Rundbogens, welcher den Durchgang zwischen Kloster und Garten der Mönche, jetzt der Spielplatz der Schule, bildet, ist die Inschrift mit einem Vers des lateinischen Dichters Ausonius: „Sunt etiam Musis sua ludicra“, was bedeutet „jede Muse hat ihre Ablenkung“.
Am anderen Ende der großen Galerie kann man eine architektonische Fantasie beobachten: ein Gewölbe mit unebenen Seiten an Spitzkämmen, angelegt zur Platzierung eines Schornsteins. Ein wenig weiter oben befinden sich die Refektorien. Zwei von ihnen sind sehr groß und werden durch kleine in korinthischen Kapitellen endende Säulen in zwei Teile getrennt. Das letzte, viel kleinere, ist ein Raum mit vier Buchten, die von einer quadratischen Säule in der Mitte getragen werden. Der letzte Konventsaal ist jetzt von der Verwaltung besetzt. Seine Wände haben geprägte Ornamente, die schlichte Speisen und vor allem Fisch darstellen. Er war wahrscheinlich ein Empfangszimmer. Die Abtei scheint innen reich verziert gewesen zu sein, was im Kontrast zu der Nüchternheit der straßenseitigen Fassaden steht: Die Türrahmen sind schmal, aber sehr elegant von Stein umgeben. Ein großer Teil des ersten Stocks ist von den verschiedenen Funktionswohnungen belegt.
Die Abtei, im Eigentum der Stadt, wurde zusammen mit der Basilika in den späten 1980er Jahren profaniert. Sie ist jeden Samstag von 14 bis 18 Uhr im Mai bis Allerheiligen für die Öffentlichkeit zugänglich, dank der Ehrenamtlichen des Vereins Freunde der St.-Vincent-Basilika. Seit fast 30 Jahren führt die Stadt Metz wichtige Arbeiten an den Dächern, der Fassade, dem Kirchenschiff und derzeit an der Apsis durch.

## Ehemalige Feudalherrschaft der Abtei
Unter den Besitztümern der Abtei im Mittelalter können wir die Dörfer von (oder einem Teil von ihnen) erwähnen: Amanvillers, Borny, Courcelles-sur-Nied, Châtel-Saint-Germain, Glatigny (ban de St-Vincent), Laquenexy, La Maxe, Maizieres-les-Metz, Norroy-le-Veneur, Vany …